# Angelina Jolie
Angelina Jolie, DCMG, ursprungligen Angelina Jolie Voight, född 4 juni 1975 i Los Angeles, Kalifornien, är en amerikansk skådespelare. Jolie belönades 2000 med en Oscar i kategorin bästa kvinnliga biroll för sin insats i Stulna år och har även vunnit tre Golden Globe Awards, samt två Screen Actors Guild Awards. Forbes utnämnde Jolie till den högst betalda kvinnliga skådespelaren 2009 och 2011. Hon har kallats den "sexigaste" och "vackraste" kvinnan av flera tidningar och tidskrifter inklusive Esquire, amerikanska FHM, brittiska Harper's Bazaar, People, Hello!, Empire och Vanity Fair och hon har fått påtaglig mediauppmärksamhet för detta. Jolie är engagerad i humanitära insatser för barns rättigheter och i arbete mot krig och svält, inte minst som goodwill-ambassadör för FN:s flyktingkommissariat UNHCR.
Jolie filmdebuterade som sjuåring 1982 i komedin Lookin' to Get Out med sin far Jon Voight i huvudrollen. Karriären började på allvar 1993 med filmen Cyborg 2. Hennes första huvudroll var i Hackers (1995), som följdes av kritikerrosade framträdanden i tv-filmerna  George Wallace (1997) och Gia (1998). Hon erhöll stjärnstatus med rollen som Lara Croft i filmerna Lara Croft: Tomb Raider (2001) och Lara Croft Tomb Raider: The Cradle of Life (2003). Jolies position som actionstjärna förstärktes med huvudrollerna i Mr. & Mrs. Smith (2005) och Wanted (2008), som blev hennes dittills främsta icke-animerade kommersiella framgång. Hon Oscarsnominerades 2008 i kategorin bästa kvinnliga huvudroll för sin insats i Changeling.
Angelina Jolie har varit gift med skådespelarna Jonny Lee Miller, Billy Bob Thornton och Brad Pitt. Brad Pitt och Angelina Jolie blev ett par 2004. De gifte sig tio år senare och adopterade barnen Maddox, Pax och Zahara innan de fick sina biologiska barn Shiloh samt tvillingarna Vivienne och Knox. Jolie ansökte om skilsmässa från Pitt i september 2016.

## Biografi
Angelina Jolie är dotter till skådespelarna Jon Voight och Marcheline Bertrand, syster till skådespelaren James Haven samt brorsdotter till sångaren och låtskrivaren Chip Taylor. På faderns sida har hon tyskt och slovakiskt påbrå, på moderns fransk-kanadensiskt, holländskt och tyskt. Föräldrarna skildes 1976 och Jolie och hennes bror bodde med sin mor som gav upp sin skådespelarkarriär för att uppfostra barnen. Som barn såg Jolie ofta filmer tillsammans med sin mamma och har senare förklarat att detta inspirerade henne att bli skådespelare; hon hade inte påverkats av sin far. När Angelina var sex år flyttade familjen till New York. De återvände till Los Angeles fem år senare. Jolie bestämde sig då för att bli skådespelare. Hon gick på teaterskolan Lee Strasberg Theatre Institute under två år och medverkade i flera teateruppsättningar. När Jolie var fjorton år hoppade hon av skolan och ville bli begravningsentreprenör. Hon började arbeta som modell, främst i Los Angeles, New York och London. Några år senare återvände hon till teaterskolan och tog examen från High School ett år i förtid.
Under tonåren och senare i 20-årsåldern led hon av depressioner med självmordstankar Hon skadade sig själv vilket hon senare förklarat med att det fick henne att "känna att hon levde, ett slags utlopp och på sätt och vis terapeutiskt". Jolie experimenterade också med droger: när hon var 20 hade hon "prövat allt möjligt", inklusive heroin. Under många år träffade hon inte sin far men de försonades i samband med inspelningarna av Lara Croft: Tomb Raider som de båda medverkade i. Relationen bröt snart samman igen, och följande år (2002) ansökte Jolie om att ta bort sin fars efternamn Voight, för att istället bara heta Angelina Jolie. Det namnet var sedan tidigare hennes artistnamn som skådespelare (Jolie är ursprungligen ett mellannamn). Det dröjde till 2009 innan Jolie och fadern umgicks igen.
Angelina Jolie hade en pojkvän under två år från det att hon var fjorton, som bodde med henne i mammans hus. Hon har jämfört relationens emotionella intensitet med ett äktenskaps och har sagt att uppbrottet drev på beslutet att söka en karriär som skådespelare. Hon träffade Jonny Lee Miller under inspelningarna av filmen Hackers (1995). Paret gifte sig i mars 1996. Bruden var iklädd svarta gummibyxor och en vit t-shirt med brudgummens namn skrivet med sitt eget blod. Jolie och Miller separerade redan i september 1997 och skilde sig i februari 1999. Jolie gifte sig igen i maj 2000, med Billy Bob Thornton som hon träffade vid inspelningarna av Pushing Tin (1999). Paret skilde sig i maj 2003. Tre år senare, i januari 2006, sade Jolie och Brad Pitt att de hade en relation och att de väntade barn tillsammans. De träffades och förälskade sig under inspelningarna av Mr. & Mrs. Smith året innan. 2012 förlovade paret sig och 2014 gifte de sig i Frankrike. Angelina ansökte om skilsmässa i september 2016. Exmakarna har sex barn tillsammans, varav tre är adopterade och tre är biologiska barn. Paret kom av nöjesmedia att kallas "Brangelina".

## Filmografi

### Tidiga roller: 1982; 1991–1997

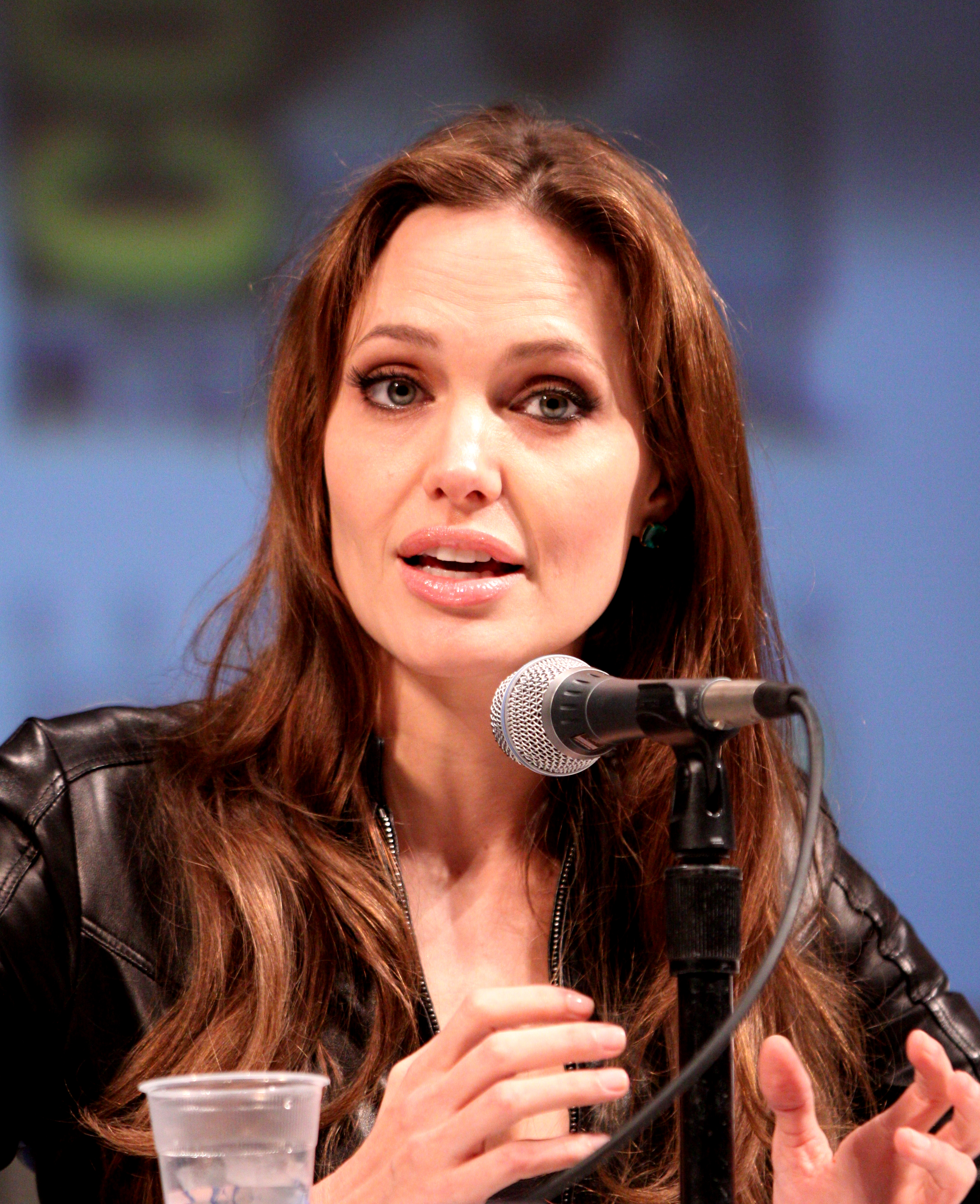
Angelina Jolie på Comic Con i San Diego 2010.

Som sjuåring hade Angelina Jolie en liten roll i Lookin' to Get Out (1982), en film som bland andra hennes far (Jon Voight) skrev och som han spelade huvudrollen i. Hon bestämde sig för att bli skådespelare när hon var 16 men hade till att börja med svårt att få roller och fick ofta höra att hon var "för dyster". Hon medverkade i fem av sin brors studentfilmer som gjordes när han var student vid USC School of Cinematic Arts. Hon spelade också i flera musikvideor, nämligen Lenny Kravitzs Stand by My Woman (1991), Antonello Vendittis Alta Marea (1991), The Lemonheads It's About Time (1993), och Meat Loafs Rock and Roll Dreams Come Through (1993). Hon började lära sig att skådespela av sin far som hon såg observerade folk för att kunna agera som de.
Jolies professionella filmkarriär började 1993 när hon fick sin första huvudroll, i lågbudgetfilmen Cyborg 2 som bara distribuerades på video. Rollfiguren var Casella "Cash" Reese, en närapå mänsklig robot som genom att förföra andra skulle ta sig in till en konkurrents huvudkontor och där självexplodera. Jolie var så besviken med filmen att hon inte provspelade igen på ett år. Efter en biroll i indie-filmen Without Evidence spelade hon huvudrollen Kate "Acid Burn" Libby i sin första Hollywoodfilm, Hackers (1995). New York Times skrev: "Kate (Angelina Jolie) sticker ut. Det beror på att hennes uppsyn är än mer sur än hennes medspelares och att hon är den sällsynta kvinnliga hackaren som sitter intensivt vid sitt tangentbord i en genomskinlig topp. Trots hennes buttra poserande, vilket är allt denna roll kräver, har Ms. Jolie samma ljuvliga änglalika utseende som sin far, Jon Voight". Filmen gjorde ingen vinst på biograferna men fick kultstatus när den kom ut på video.
Jolies nästa roll var i komedin Love Is All There Is (1996), en modern och fri filmatisering av Romeo och Julia som utspelar sig hos två rivaliserande italienska restaurangägare i stadsdelen Bronx i New York. I roadmovien Mojave Moon (1996) spelar hon en ung kvinna som förälskar sig i Danny Aiellos medelålders rollfigur, samtidigt som känslorna för hennes mor utvecklas. Denna spelas av Anne Archer. Samma år porträtterar Jolie också i filmen Foxfire Margret "Legs" Sadovsky, en av fem tonårsflickor som trots olikheter kommer samman och misshandlar en lärare som har trakasserat dem sexuellt.
År 1997 hade Jolie huvudrollen, tillsammans med David Duchovny, i thrillern Playing God som utspelas i Los Angeles undre värld. Filmen togs inte emot väl av kritikerna. Roger Ebert skrev: "Angelina Jolie finner en viss värme i den här typen av roll som är ovanligt hård och aggressiv; hon verkar för snäll för att vara en kriminells flickvän, och hon är kanske det". Efter Playing God medverkade Jolie i tv-filmen True Women, ett historiskt romantiskt drama i den amerikanska västern som är baserad på en roman av Janice Woods Windle. Samma år var hon också med, som strippa, i Rolling Stones musikvideo Anybody Seen My Baby?.

### Genombrott: 1998–2000
Angelina Jolies karriär tog fart när hon vann en Golden Globe i kategorin "bästa miniserie eller tv-film" för sin roll som Alabamas guvernör George Wallaces andra fru Cornelia Wallace i filmen George Wallace (1997). Filmen mottogs väl av kritiker och Jolie nominerades också till en Emmy för sitt framträdande.
År 1998 hade Jolie huvudrollen i HBO:s tv-film Gia. Hon spelade Gia Carangi. Filmen följer Carangis liv och karriär, som förstörs av hennes heroinberoende och sjukdomen AIDS, som också dödar henne i mitten av 1980-talet. En kritiker skrev: "Angelina Jolie har fått ett brett erkännande för sin roll som den ordinarie Gia, och det är lätt att se varför. Jolie är skarp i sin skildring, [och] fyller rollen med nerver, charm, och desperation, och hennes roll i denna film är möjligen det vackraste haveriet som någonsin har filmats." (Vanessa Vance, Reel.com). För det andra året i rad vann Jolie en Golden Globe och nominerades till en Emmy. Hon vann också sin första Screen Actors Guild Award.
Efter inspelningarna av Gia meddelade Jolie att hon hade givit upp skådespelandet för gott, eftersom hon kände att hon "inte hade mer att ge". Hon lämnade Miller och flyttade till New York där hon började på New York University för att studera film och skrivande, vilket hon senare sa "var bra för mig att samla mig". Uppmuntrad av sin Golden Globe för George Wallace och hur väl mött Gia blev, återvände Jolie till skådespelandet i gangsterfilmen Hell's Kitchen 1998. Senare samma år medverkade hon också i Sex lektioner i kärlek, tillsammans med Sean Connery, Gillian Anderson, Ryan Phillippe och Jon Stewart. Filmen fick mestadels positiva recensioner. San Francisco Chronicle skrev: "Jolie som jobbar sig genom en alltför vidlyftig roll är en sensation som en desperat klubbgäst som lär sig sanningen om vad hon är beredd att sätta på spel".
Jolie spelade i dramakomedin Allt under kontroll 1999, tillsammans med John Cusack, Billy Bob Thornton och Cate Blanchett. Filmen fick ett blandat mottagande av kritikerna och Jolies rollfigur - Thorntons förföriska fru - kritiserades särskilt. Washington Post skrev: "Mary (Angelina Jolie) [är] en fullständigt skrattretande författares skapelse av en frisinnad kvinna som gråter över hibiskusväxter som dör, bär många turkosa ringar och blir riktigt ensam när Russell tillbringar hela nätter hemifrån". 1999 spelar Jolie också huvudrollen mot Denzel Washington i I samlarens spår, en filmatisering av en roman av Jeffery Deaver. Jolies rollfigur är en polis som plågas av sin fars självmord. Motvilligt hjälper hon Washington att spåra en seriemördare. Filmen inbringade 151 miljoner dollar världen över men blev en flopp bland kritikerna. Detroit Free Press slutsats var att "Jolie, som alltid är läcker att se på, är helt enkelt bedrövligt fel för rollen".
Senare samma år hade Jolie birollen som den sociopatiska Lisa Rowe i filmen Stulna år, en filmatisering av den förra mentalpatienten Susanna Kaysens memoar Girl, Interrupted. Medan Winona Ryder spelade huvudrollen i vad som skulle bli hennes comeback så markerade filmen i stället Jolies avgörande genombrott i Hollywood. Hon vann sin tredje Golden Globe, sin andra Screen Actors Guild Award samt en Oscar för bästa kvinnliga biroll. Variety förmälde att "Jolie är utmärkt som den flamboyanta, oansvariga flickan som visar sig vara betydligt mer bidragande än läkarna i Susannas rehabilitering". År 2000 spelade Angelina Jolie i sin första sommar-kassasuccé: Gone in 60 Seconds, som Sarah "Sway" Wayland, före detta flickvän till en biltjuv som spelas av Nicolas Cage. Senare förklarade Jolie att filmen var en skön omväxling efter den emotionellt jobbiga rollen som Lisa Rowe. Filmen blev den dittills främsta kommersiella framgången för Jolie, med intäkter på 237 miljoner dollar, globalt.

### Internationell succé: 2001–2010

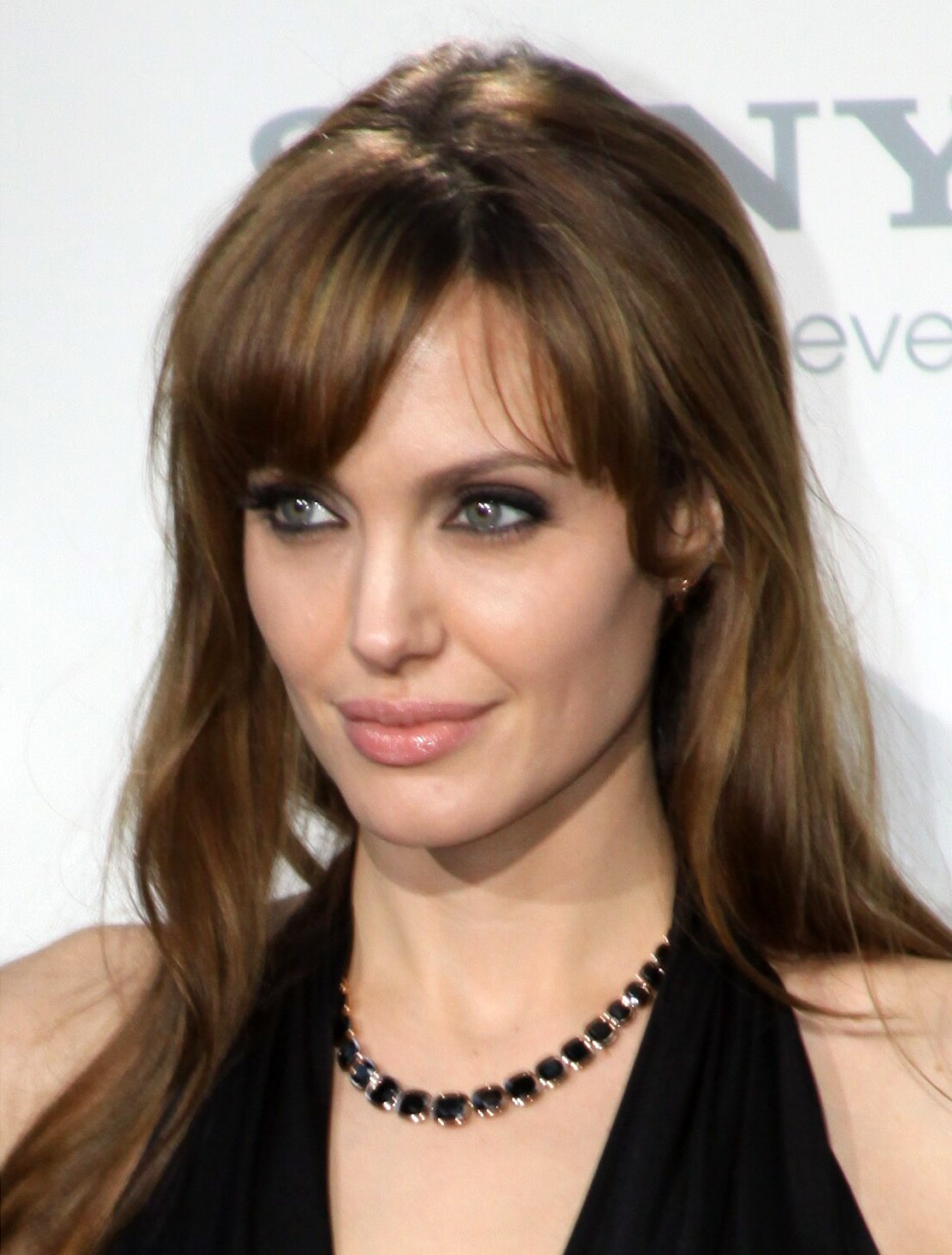
Jolie vid premiären av Salt i Berlin 2010.

Lara Croft: Tomb Raider (2001), en filmatisering av det populära TV-spelet  Tomb Raider, gjorde Angelina Jolie till en internationell superstjärna. För rollen som Lara Croft var Jolie tvungen att lära sig att tala med en brittisk dialekt och lära sig kampsport. Hon fick mestadels beröm för sin fysiska prestation men recensionerna var oftast negativa. En kritiker skrev att "Angelina Jolie föddes för att spela Lara Croft men regissören Simon West gör hennes resa till ett Froggerspel" (Ed Gonzales, Slant). Filmen blev en internationell succé som inbringade 275 miljoner dollar världen över och drog i gång Jolies berömmelse som en kvinnlig actionstjärna.
Jolie spelade sedan mot Antonio Banderas som hans postorder-brud i filmen Original Sin (2001), en thriller baserad på romanen Walz into Darkness av Cornell Woolrich. Kritikerna tyckte att filmen var ett stort misslyckande. New York Times skrev: "Storyn dyker djupare än Ms. Jolies urringning." Nästa år, 2002, spelade Jolie en aspirerande tv-reporter i filmen Life or Something Like It, som får höra att hon kommer att dö om en vecka. Filmen togs inte emot väl bland kritikerna men Jolies framträdande fick bra recensioner. CNN skrev: "Jolie är utmärkt i sin roll. Trots vissa av de skrattretande tomma poängerna i mitten av filmen är denna Oscar-vinnande skådespelerska utomordentligt trovärdig i sin resa mot självinsikt och den verkliga innebörden av meningsfullt liv."
Jolie återkom som Lara Croft i Lara Croft Tomb Raider: The Cradle of Life (2003) och blev en av Hollywoods högst betalade kvinnliga skådespelare. Uppföljaren inbringade 156 miljoner dollar världen över. Hon medverkade också i Korns musikvideo Did My Time som användes för att marknadsföra filmen. Samma år spelade hon i Beyond Borders rollen som ett socitetslejon som gör gemensam sak med biståndsarbetare i Afrika och Asien. Filmen speglade hennes intresse för att öka folks medvetande om humanitär hjälp men var ingen succé, vare sig kommersiellt eller bland kritiker.
Följande år, 2004, hade Jolie huvudrollen, mot Ethan Hawke, i thrillern Taking Lives, där hon skildrar en FBI-expert som kallas in för att hjälpa polisen i Montréal att fånga en seriemördare. Filmen fick blandade recensioner och Hollywood Reporter skrev "Angelina Jolie spelar en roll som definitivt känns som något hon redan har gjort, men hon lägger till en omisskännlig skvätt av glädje och glamour". Hon bidrog också med rösten till dvärgkejsaren Lola i Dreamworks tecknade film Hajar som hajar (2004) och hade en liten roll i Sky Captain and the World of Tomorrow (2004), en science fiction-äventyrsfilm som filmades helt och hållet med skådespelarna framför en bluescreen. Samma år spelade Jolie också Olympias i storfilmen Alexander, om Alexander den stores liv. Filmen misslyckades nationellt i USA, vilket regissören Oliver Stone tillskrev missnöje med skildringen av Alexanders bisexualitet. Däremot lyckades filmen internationellt, med inkomster på 139 miljoner dollar utanför USA.
År 2005 spelade Jolie den ena huvudrollen mot Brad Pitt i actionkomedin Mr. & Mrs. Smith som är en berättelse om ett uttråkat äkta par, John och Jane Smith, som var och en inser att deras äkta hälft är en lönnmördare med uppdraget att döda den andra parten. Filmen fick blandade recensioner men applåderades för samspelet mellan huvudrollsinnehavarna. Star Tribune skrev: "Berättelsen känns ogenomtänkt men filmen får godkänt tack vare gemytlig charm, ohejdad energi och stjärnornas personkemi." Filmen inbringade 478 miljoner dollar världen över, vilket gjorde den till en av de mest framgångsrika filmerna 2005.
Angelina Jolie medverkade 2006 i Robert De Niros Den innersta kretsen, en film som handlar om CIA:s tidiga historia, sedd av Edd Wilson, en officer som baseras på James Jesus Angleton som spelas av Matt Damon. Jolie spelade birollen Margaret *"Clover" Russel, Wilsons försummade fru. Enligt Chicago Tribune "åldras Jolie övertygande från början till slut och är muntert obekymrad av hur hennes spröda rollfigur framstår inför publiken".
Sin regidebut gjorde Jolie 2007 med dokumentärfilmen A Place in Time som skildrar det dagliga livet på 27 platser i världen under en vecka. Filmen visades på Tribeca Film Festival och var avsedd att distribueras till gymnasieskolor genom National Education Association. Jolie spelade sedan huvudrollen som Mariane Pearl i dokumentärdramat A Mighty Heart (2007), som baseras på Pearls bok med samma namn. Filmen handlar om kidnappningen och mordet på hennes make, Wall Street Journals reporter Daniel Pearl i Pakistan. Filmen spelades in i Pune i Indien och hade premiär på Filmfestivalen i Cannes. Hollywood Reporter kallade Jolies framträdande "balanserat och rörande", spelat "med respekt och ett gott grepp om en svår dialekt. För sitt framträdande nominerades Jolie till en Golden Globe och en Screen Actors Guild Award. 2007 spelade hon också Grendels mamma i den tecknade episka filmen Beowulf, som skapades med motion capture-teknik.
I actionfilmen Wanted (2008) spelade Jolie mot James McAvoy och Morgan Freeman. Filmen fick övervägande positiv kritik och blev en internationell succé med intäkter på 342 miljoner dollar världen över. Hon bidrog också med rösten till Mäster Tigrinnan i Kung Fu Panda, en film som inbringade 632 miljoner dollar och blev den till dags främsta kommersiella framgången för Jolie. 2008 hade Jolie också huvudrollen i Clint Eastwoods drama Changeling som hade premiär på Filmfestivalen i Cannes. Hon spelar Christine Collins som återförenas med sin kidnappade son i Los Angeles 1928 och senare upptäcker att pojken inte är hennes son utan en bedragare. Chicago Tribune anmärkte att "Jolie skiner verkligen som lugnet före stormen, i scenerna [...] när en efter en annan manlig nedlåtande auktoritet förringar henne..." Jolie mottog en Oscarsnominering, en Golden Globe, en Screen Actors Guild Award och en BAFTA.
I sin första film på två år spelade Jolie huvudrollen i thrillern Salt (2010), mot Liev Schreiber, som en CIA-agent som flyr efter att hon anklagas för att vara en "sovande spion" för KGB. Rollen var först avsedd för en man. Filmen blev en internationell framgång och inbringade 294 miljoner dollar. Recensionerna var mestadels positiva. Empire skrev: "När det gäller att sälja otroligt, galet, dödsföraktande upptåg, har Jolie få gelikar i actiongenren". Hon hade också huvudrollen, mot Johnny Depp, i The Tourist (2010). Filmen floppade hos kritikerna. Rolling Stone skrev att "Depp och Jolie når en ny botten i sina karriärer". Efter en trög start på de inhemska biograferna kom filmen att inbringa 278 miljoner dollar världen över. Jolie nominerades till en kontroversiell Golden Globe: det spekulerades att hon endast fick nomineringen för att hennes närvaro på galan skulle vara garanterad.

### 2011 och framåt

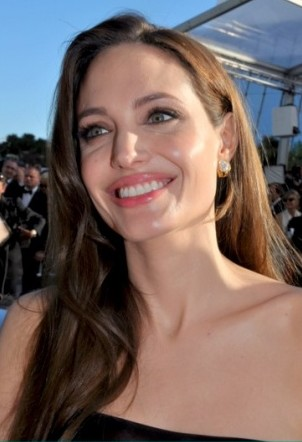
Jolie vid Filmfestivalen i Cannes i maj 2011.

2011 bidrog Jolie med rösten till Tigrinnan i Kung Fu Panda 2 som blev hennes näst bästa kommersiella framgång, med intäkter på mer än 500 miljoner dollar. Efter att ha regisserat dokumentärfilmen A Place in Time (2007), distribuerad genom National Education Association, debuterade Jolie som regissör med In the Land of Blood and Honey (2011), en kärlekshistoria mellan en serbisk soldat och en bosnisk fånge under Bosnienkriget 1992–95. Filmidén om att uppmärksamma de överlevande fick hon efter att ha besökt Bosnien och Hercegovina två gånger i sin roll som Goodwill-ambassadör för UNHCR. För att försäkra sig om korrekta faktadetaljer rekryterade hon endast skådespelare från före detta Jugoslavien – däribland Goran Kostić och Zana Marjanović – och vävde in deras erfarenheter från kriget i manuset. Filmen möttes av blandad kritik; Todd McCarthy från The Hollywood Reporter skrev "Jolie förtjänar mycket ära för att ha skapat en så starkt förtryckande atmosfär och satt ihop de hemska händelserna så trovärdigt, även om det är just de styrkorna som kommer att få folk att inte vilja se vad som händer på filmduken"." Filmen fick en Golden Globe-nominering och Jolie utnämndes till hedersmedborgare i Sarajevo för att ha ökat medvetenhet kring kriget.
Efter ett tre och ett halvt års uppehåll från filmduken spelade Jolie huvudrollen i spelfilmen Maleficent (2014), en berättelse om skurken från den klassiska Disney-filmen Törnrosa. Kritikernas omdömen var blandade men Jolies roll som huvudfiguren Maleficent hyllades. Sherri Linden från The Hollywood Reporter menade att hon var filmens "hjärta och själ" och tillade att hon "tuggar inte i sig det beundransvärda sceneriet i Maleficent – hon fyller upp det med en tilldragande och enkel kraft". Under premiärhelgen genererade Maleficent nästan 70 miljoner dollar från de nordamerikanska biljettintäkterna och över 100 miljoner dollar från andra intäkter, vilket befäste Jolies popularitet för samtliga målgrupper i både action- och fantasyfilmer, genrer som vanligtvis domineras av manliga skådespelare. Filmen hade senare genererat globala intäkter på 757,8 miljoner dollar, vilket gjorde den till årets fjärde mest inkomstbringande film och Jolies mest inkomstbringande film någonsin.
Samma år slutförde Jolie sin andra egenregisserade film, Unbroken (2014), om krigshjälten Louis Zamperini (1917–2014) som under andra världskriget överlevde en flygkrasch över havet och tillbringade två år i ett japanskt krigsfångeläger. Den baserades på Laura Hillenbrands biografi med samma namn och skrevs av bland andra bröderna Coen med Jack O'Connell i huvudrollen. Filmen fick inledningsvis positiv kritik och ansågs kunna vinna i kategorierna Bästa film och Bästa regi vid Oscarsgalan 2015 men möttes senare av blandad kritik och lite uppmärksamhet för eventuella priser, fastän den utsågs till en av årets bästa filmer av National Board of Review och American Film Institute. I en recension i Variety uppmärksammade Justin Chang Jolies "oklanderliga hantverk och nyktra självbehärskning" som filmskapare men kallade filmen för "en enastående historia berättad på ett plikttroget, undantagslöst sätt". Intäkterna från Unbroken var över förväntan under premiärhelgen och till slut genererade filmen 160 miljoner dollar världen runt.

## Utmärkelser i urval

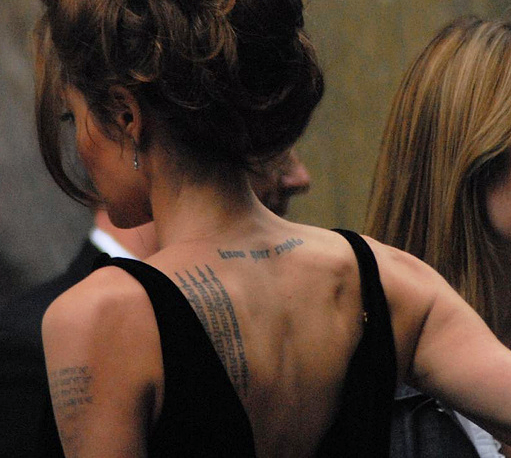
Några av Jolies tatueringar. Den vertikala texten är skriven på khmer.

| År   | Pris                                              | Kategori | Film                           | Resultat  |
| ---- | ------------------------------------------------- | --- | ------------------------------ | --------- |
| 1998 | Emmy Award                                        | Outstanding Supporting Actress in a Miniseries or a Movie                                                         | George Wallace                 | Nominerad |
| 1998 | Golden Globe Award                                | Best Performance by an Actress in a Supporting Role in a Series, Miniseries or Motion Picture Made for Television | George Wallace                 | Vann      |
| 1998 | National Board of Review of Motion Pictures Award | Breakthrough Performance                                                                                          | Sex lektioner i kärlek         | Vann      |
| 1998 | Emmy Award                                        | Outstanding Lead Actress in a Miniseries or a Movie                                                               | Gia                            | Nominerad |
| 1999 | Golden Globe Award                                | Best Performance by an Actress in a Miniseries or Motion Picture Made for Television                              | Gia                            | Vann      |
| 1999 | Screen Actors Guild Award                         | Outstanding Performance by a Female Actor in a Miniseries or Television Movie                                     | Gia                            | Vann      |
| 2000 | Oscars                                            | Bästa kvinnliga biroll                                                                                            | Stulna år                      | Vann      |
| 2000 | Golden Globe Award                                | Best Performance by an Actress in a Supporting Role in a Motion Picture                                           | Stulna år                      | Vann      |
| 2000 | Screen Actors Guild Award                         | Outstanding Performance by a Female Actor in a Supporting Role                                                    | Stulna år                      | Vann      |
| 2008 | Golden Globe Award                                | Best Performance by an Actress in a Motion Picture – Drama                                                        | A Mighty Heart                 | Nominerad |
| 2008 | Screen Actors Guild Award                         | Outstanding Performance by a Female Actor in a Leading Role                                                       | A Mighty Heart                 | Nominerad |
| 2009 | Oscars                                            | Bästa kvinnliga huvudroll                                                                                         | Changeling                     | Nominerad |
| 2009 | BAFTA Award                                       | Best Actress in a Leading Role                                                                                    | Changeling                     | Nominerad |
| 2009 | Golden Globe Award                                | Best Performance by an Actress in a Motion Picture – Drama                                                        | Changeling                     | Nominerad |
| 2009 | Screen Actors Guild Award                         | Outstanding Performance by a Female Actor in a Leading Role                                                       | Changeling                     | Nominerad |
| 2011 | Golden Globe Award                                | Best Performance by an Actress in a Motion Picture – Musical or Comedy                                            | The Tourist                    | Nominerad |
| 2012 | Golden Globe Award                                | Best Foreign Film (som producent)                                                                                 | In the Land of Blood and Honey | Nominerad |

## Välgörenhet

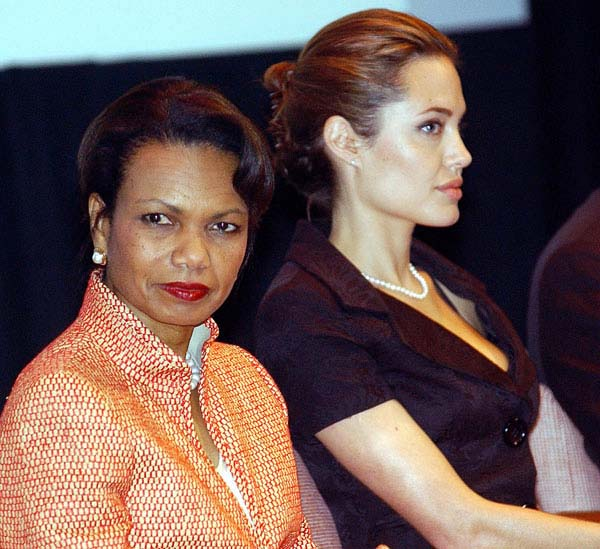
Jolie och USA:s utrikesminister Condoleezza Rice 2005.

Angelina Jolie utnämndes till goodwill-ambassadör av FN:s flyktingkommissariat (UNHCR) i Genève 27 augusti 2001. Hon uppmärksammades först på den humanitära krisen i världen när hon spelade in Tomb Raider i Kambodja 2001 och kontaktade då UNHCR för mer information. För att lära sig mer om situationen i krisområden började hon besöka flyktingläger runt om i världen. Hon besökte Sierra Leone och Tanzania i februari 2001. Under månaderna som följde återvände hon till Kambodja och besökte också afghanska flyktingar i Pakistan. Hon donerade då en miljon dollar som svar på en internationell vädjan om katastrofhjälp av UNHCR. Hon försöker besöka vad hon kallar "glömda katastrofer", kriser som massmedia inte längre uppmärksammar. Hon har besökt flera krigsområden. Hon besökte internflyktingar i Darfur i Sudan under konflikten 2004 och mötte även sudanesiska flyktingar i grannlandet Tchad under inbördeskriget 2007. Samma år mötte hon flyktingar och trupper i Irak, och även 2009, samt också internflyktingar i Afghanistan 2008 och 2011.
Jolie skrev en krönika över sina tidiga resor för att ge humanitära frågor större uppmärksamhet. Boken Notes from My Travels publicerades i samband med premiären av hennes film Beyond Borders (2003). 2005 filmade hon ett program för MTV: The Diary Of Angelina Jolie & Dr. Jeffrey Sachs in Africa, som visar henne och ekonomen Jeffrey Sachs när de resor till avlägsna byar i västra Kenya.
På politisk nivå har Jolie närvarat vid World Refugee Day i Washington, D.C. och hon talade vid World Economic Forum i Davos 2005 och 2006. Hon har träffat medlemmar av USA:s kongress flera gånger och har då presenterat förslag för att bistå flyktingar och utsatta barn i tredje världen och USA. Hon förklarade i Forbes: "Hur gärna jag än skulle älska att aldrig behöva besöka Washington så är det så man får bollen att rulla." Hon är sedan 2007 medlem av tankesmedjan Council on Foreign Relations. På sina resor har hon träffat flera högt uppsatta politiker, inklusive Pakistans dåvarande president Pervez Musharraf och premiärminister Shaukat Aziz (2005); samt Haitis president René Préval efter jordbävningen 2010.
Angelina Jolie har etablerat flera välgörenhetsorganisationer. 2003 grundade hon "Maddox Jolie Project", senare kallad "Maddox Jolie-Pitt Foundation" (2007), som bekämpar fattigdom på landsbygden, skyddar naturtillgångar och bevarar djur- och växtlivet i Kambodjas nordvästra provins Battambang, platsen där hennes son Maddox föddes. 2006, också i Kambodja, var hon en av grundarna till Maddox Chivan Children's Center, ett dagis för barn som har eller påverkas av andras HIV i huvudstaden Phnom Penh. Samma år startade hon och hennes partner Brad Pitt Jolie-Pitt Foundation som initialt donerade en miljon dollar var till Global Action for Children och Läkare utan gränser. 2008 startade hon Kids in Need of Defence som bistår ensamma flyktingbarn med juridisk hjälp.
Pitt och Jolie sålde de första bilderna på dottern Shiloh (genom distributören Getty Images) till tidningarna People (USA) och Hello! (Storbritannien) för 4,1 miljoner dollar och 3,5 miljoner dollar. Dessa erhöll då den nationella och internationella publiceringsrätten, respektive. Paret donerade intäkterna till välgörenhet. När tvillingarna Knox och Vivienne föddes såldes de första bilderna till People och Hello!, denna gång för sammanlagt 14 miljoner dollar. Intäkterna gick till Jolie-Pitt Foundation.

## I media

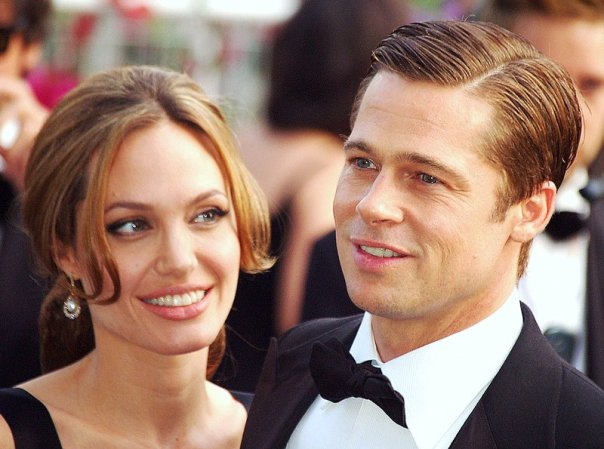
Jolie och Brad Pitt vid Filmfestivalen i Cannes 2007.

I början av sin karriär upprätthöll Angelina Jolie bilden av sig själv som en ungdom i uppror. Hon diskuterade öppet sitt kärleksliv, inklusive sin bisexualitet och intresset för BDSM. Hon berättade om sina erfarenheter av droger och depressioner och om 1997 då hon närapå lejde någon att mörda henne, liksom de tre dagar, just innan bröllopet med Billy Bob Thornton, som hon var tvångsintagen på en psykiatrisk mottagning. I mitten av 2000-talet när hon engagerade sig i UNHCR och adopterade sitt första barn ändrades bilden av henne från en originell hollywoodfigur till humanitetsförkämpe och hängiven mor.
Jolie har kallats världens "sexigaste" och "vackraste" kvinna av flera tidningar, inklusive Esquire 2004, amerikanska FHM och brittiska Harper's Bazaar 2005, People och Hello! 2006, Empire 2007 och Vanity Fair 2009. Media uppmärksammar ofta hennes tatueringar: hon har fjorton (kända) stycken, inklusive det latinska ordspråket "quod me nutrit me destruit" (vad föder mig förstör mig); citatet av Tennessee Williams "en bön för vilda hjärtan som hålls i burar"; två sak yant varav den ena är en bön för beskydd och den andra en tiger; samt sex geografiska koordinater, som var och en visar hennes barns födelseplats. Hon har täckt över, eller tagit bort med laser, tidigare tatueringar, föreställande namnet på hennes andra make "Billy Bob" samt de kinesiska tecknen "死" (död) och "勇" (mod).
I dag[när?] är Angelina Jolie en av världens mest berömda personer. Efter Oscarsutmärkelsen 2000 svarade 31 procent av de tillfrågade i USA att de visste vem hon var. År 2006 visste 81 procent vem hon var. 2006 och 2008 var hon med på Times Time 100-lista över världens mest inflytelserika personer. Enligt Forbes var hon den kvinna som tjänade mest i Hollywood både 2009 och 2011, med uppskattade inkomster på 27 respektive 30 miljoner amerikanska dollar.
Jolies relation med Brad Pitt är en av de mest rapporterade nyheterna världen över. När hon 2006 berättade att hon är gravid skrev Reuters att "Brangelina-febern" har nått "vansinnesnivåer". När dottern Shilo skulle födas - "det mest emotsedda barnet sedan Kristus" skrev Washington Post - flydde paret till Namibia. Medias intresse var lika intensivt två år senare när Jolie väntade parets nästa barn. Under de två veckor hon tillbringade vid ett sjukhus vid havet i Nice campade journalister och fotografer på trottoaren utanför för att rapportera om födelsen.